# ケンホウ
競走馬におけるケンホウとは、
1. 1952年に生まれた、父マルタケ、母鵬翼の日本の競走馬、繁殖牝馬 [1]。3歳時に4戦3勝を挙げ、1954年の最優秀3歳牝馬を受賞した[2]。1956年に引退し繁殖入りした。通算成績18戦5勝[1]。
2. 1959年生まれの日本の競走馬、繁殖牝馬。1962年の最優秀4歳牝馬。本項にて記述。

ケンホウ（繁殖名:健宝、1959年2月20日 - 1976年7月）は、日本中央競馬会に所属していた競走馬・繁殖牝馬。1962年の桜花賞を優勝し、同年啓衆社賞最優秀4歳牝馬を受賞した。全兄に1961年の天皇賞（春）優勝馬ヤマニンモアーがいる。

## 経歴
1961年（3歳）12月の中山でデビューし、藤本勝彦騎乗で人気に応えた。1962年（4歳）は1月のジュニヤーC（50万下）から始動し4着、千葉4歳特別（80万下）でトーストの4連勝を阻止して2勝目を挙げる。桜花賞を目指して西下し、前哨戦のオープンは4着であった。本番は6勝目を狙う尾形藤吉厩舎のトーストが1番人気に支持されたが、4番人気のケンホウが直線を内から抜け出してトーストを交わして優勝。関東に戻ると、山岡忞騎乗で1番人気に支持された優駿牝馬は14着と大敗。勝ったのは同厩オーハヤブサで、2番人気に支持されたトーストも19着で共倒れに終わり、その後は休養。秋は古山良司とのコンビでセントライト記念から始動し5着、クイーンステークス2着→東京牝馬特別3着を経て、カブトヤマ記念で桜花賞以来の重賞2勝目を挙げる。暮れの有馬記念は7着に終わったが、同年の活躍を評価され、啓衆社賞最優秀4歳牝馬を受賞。1963年（5歳）引退。

### 引退後
引退後は1964年に「健宝」の名で繁殖入りし、8頭の産駒を送り出した。1976年7月に死亡。産駒に活躍馬はいないが、シンウルフ・ナリタハヤブサの祖母、リリーズブーケ（サファイヤステークス）の曾祖母、ビッグウルフ、パワーストラグルの5代母となった。なおシンウルフ・ナリタハヤブサ・リリーズブーケの3頭はいずれも、ケンホウの牝馬産駒7頭のうち6頭を牧場に置くなどこの系統を重視していた下河辺牧場の生産馬である。

## 競走成績
- 1961年（1戦1勝）
- 1962年（11戦3勝）
  - 1着 - 桜花賞、カブトヤマ記念、千葉4歳特別
  - 2着 - クイーンステークス
  - 3着 - 東京牝馬特別
- 1963年（2戦0勝）

※太字は八大競走。

## 血統表
| 健宝（競走馬名ケンホウ）の血統 | 健宝（競走馬名ケンホウ）の血統 | 健宝（競走馬名ケンホウ）の血統 | （血統表の出典）           | （血統表の出典） |
| 父系                           | ボワルセル系                   | ボワルセル系                   | ボワルセル系               |                  |
| 父 *ヒンドスタン 1946 黒鹿毛   | 父の父Bois Roussel 1935 黒鹿毛 | Vatout                         | Prince Chimay              | Prince Chimay    |
| 父 *ヒンドスタン 1946 黒鹿毛   | 父の父Bois Roussel 1935 黒鹿毛 | Vatout                         | Vasthi                     |                  |
| 父 *ヒンドスタン 1946 黒鹿毛   | 父の父Bois Roussel 1935 黒鹿毛 | Plucky Liege                   | Spearmint                  | Spearmint        |
| 父 *ヒンドスタン 1946 黒鹿毛   | 父の父Bois Roussel 1935 黒鹿毛 | Plucky Liege                   | Concertina                 |                  |
| 父 *ヒンドスタン 1946 黒鹿毛   | 父の母Sonibai 1939 黒鹿毛      | Solario                        | Gainsborough               | Gainsborough     |
| 父 *ヒンドスタン 1946 黒鹿毛   | 父の母Sonibai 1939 黒鹿毛      | Solario                        | Sun Worship                |                  |
| 父 *ヒンドスタン 1946 黒鹿毛   | 父の母Sonibai 1939 黒鹿毛      | Udaipur                        | Blandford                  | Blandford        |
| 父 *ヒンドスタン 1946 黒鹿毛   | 父の母Sonibai 1939 黒鹿毛      | Udaipur                        | Uganda                     |                  |
| 母 トキノタカラ 1945 鹿毛      | 母の父*プリメロ 1931 鹿毛      | Blandford                      | Swynford                   | Swynford         |
| 母 トキノタカラ 1945 鹿毛      | 母の父*プリメロ 1931 鹿毛      | Blandford                      | Blanche                    |                  |
| 母 トキノタカラ 1945 鹿毛      | 母の父*プリメロ 1931 鹿毛      | Athasi                         | Farasi                     | Farasi           |
| 母 トキノタカラ 1945 鹿毛      | 母の父*プリメロ 1931 鹿毛      | Athasi                         | Athgreany                  |                  |
| 母 トキノタカラ 1945 鹿毛      | 母の母スターカツプ 1930 鹿毛   | *シアンモア                    | Buchan                     | Buchan           |
| 母 トキノタカラ 1945 鹿毛      | 母の母スターカツプ 1930 鹿毛   | *シアンモア                    | Orlass                     |                  |
| 母 トキノタカラ 1945 鹿毛      | 母の母スターカツプ 1930 鹿毛   | フロリスト                     | ガロン                     | ガロン           |
| 母 トキノタカラ 1945 鹿毛      | 母の母スターカツプ 1930 鹿毛   | フロリスト                     | 第四フロリースカツプ       |                  |
| 母系(F-No.)                    | フロリースカツプ系(FN:3-l)     | フロリースカツプ系(FN:3-l)     | フロリースカツプ系(FN:3-l) | [ § 2 ]          |
| 5代内の近親交配                | Blandford 4×3                  | Blandford 4×3                  | Blandford 4×3              | [ § 3 ]          |
| 出典                           | 1. 2. 3.                       | 1. 2. 3.                       | 1. 2. 3.                   | 1. 2. 3.         |